# Cañari

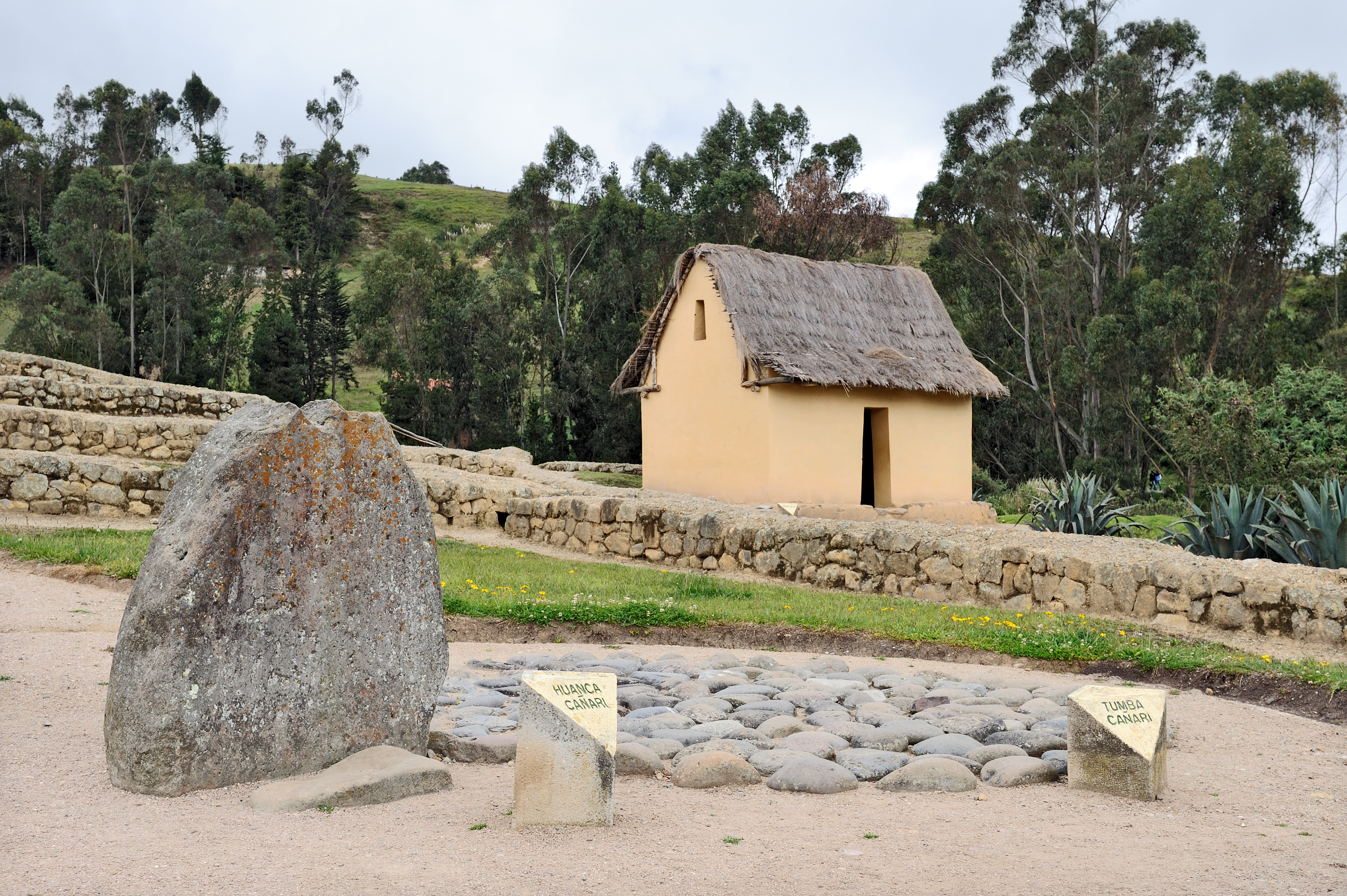
Estructuras cañaris en el sitio arqueológico de Ingapirca.

Los cañaris eran los antiguos pobladores del territorio de las provincias de Azuay y de Cañar en el territorio del Ecuador, aunque también se han encontrado pruebas de la presencia de esta etnia en otras provincias como Chimborazo, El Oro, Loja y Morona Santiago.
Los caciques practicaban la poligamia y el primer hijo varón sucedía al padre en el gobierno del cacicazgo. Todos los jefes no eran iguales en poder y riquezas; por lo cual entre todos ellos se aliaban, protegiéndose los unos contra la opresión de los otros.
Por la presencia de la cerámica se puede afirmar que durante el período de Desarrollo Regional (500 a. C.-500) las migraciones o intercambios étnicos continúan, antecedentes de Tacalshapa cañari, mientras en el norte del Ecuador florecía la cultura tuncahuán. En el último período de la prehistoria ecuatoriana, el de Integración (500-1534) con sus dos fases conocidas como Cashaloma y Tacalshapa, los movimientos migratorios entre norte y sur se reducen y los cañaris ingresan en una intensa actividad comercial especialmente con la costa, aunque también sus diferentes pueblos se enfrascan en continuas guerras por la búsqueda de un poder hegemónico, fueron los principales responsables de la caída del Imperio incaico, algo que afecto innumerables vidas inocentes.

## Sociedad

### Política
La teoría más aceptada es que el gobierno general de los Cañaris era una monarquía federativa. Es decir los caciques gobernaban sus territorios, sin embargo en ciertos casos, como en la guerra o en la organización de peregrinaciones en festividades, todos los jefes se juntaban a deliberar en asamblea común. Así mismo los estudiosos han mostrado que la nación cañari estaba dividida en algunos cacicazgos o señoríos, los cuales variaban en tamaño, importancia y nivel de organización. De todos los cacicazgos los que tenían mayor desarrollo, por lo que han sido denominados "Súper-señoríos" o "Señoríos Complejos", fueron los Señoríos de Hatun-Cañar y Shabalula. Los cuales, siguiendo la dualidad andina, se complementaban. Así mismo en importancia, aunque inferior, también se mencionan a los Señoríos de Cañaribamba y Guapondelig.
Lo que nos dicen diversos cronistas es que en ciertas ocasiones los Señores de Shabalula y Hatun Cañar, aprovechando sus extensos dominios y organización de sus señoríos, ejercían su voluntad sobre otros señoríos más pequeños sin necesidad de llegar de una asamblea. Como por ejemplo cuando Duma, Curaca de Shabalula, mandó a construir edificios en Cañaribamba y Guapondelig para recibir al Inca Túpac Yupanqui. Este "abuso" de poder provocaba a veces discordia dentro de la nación, así pues el cronista Inca Garcilaso de la Vega, citado por González Suárez dice:

"Había muchos señores de vasallos, algunos de ellos aliados entre sí. Estos eran los más pequeños, que se unían para defenderse de los mayores, que como más poderosos querían tiranizar y sujetar a los más flacos"
González Suárez

El gobierno cañari es difícil de entender, puesto que no se lo puede tratar de entender bajo parámetros europeos, como lo hizo el padre Juan de Velasco con su supuesto "Reino de Quito". Estudios complementarios han arrojado que si bien la nación cañari no estaba unificada en un solo gobierno, sin embargo siguiendo la dualidad andina, los Señoríos de Shabalula y Hatún Cañar, eran los más importantes dentro de la nación y ejercían su voluntad sobre los otros señoríos de la nación cañari. Esta teoría ha sido valorizada por distintos estudios históricos y arqueológicos, en los que figuran los hechos por el Padre González Suárez.Esta civilización practicaba la poligamia, y en cuanto a la sucesión en el mando del señorío conservaban la costumbre de que el hijo varón de la mujer principal sucediese al padre en el mando. Cieza de León dice:

"Los señores se casan con las mujeres que quieren y más les agrada; y aunque éstas sean muchas, una es la principal. Y antes que se casen hacen gran convite, en el cual, después que han comido y bebido a su voluntad, hacen ciertas cosas a su uso. El hijo de la mujer principal hereda el señorío, aunque el señor tenga otros muchos habidos en las demás mujeres"
Cieza de León

### Extensión territorial de la Nación Cañari

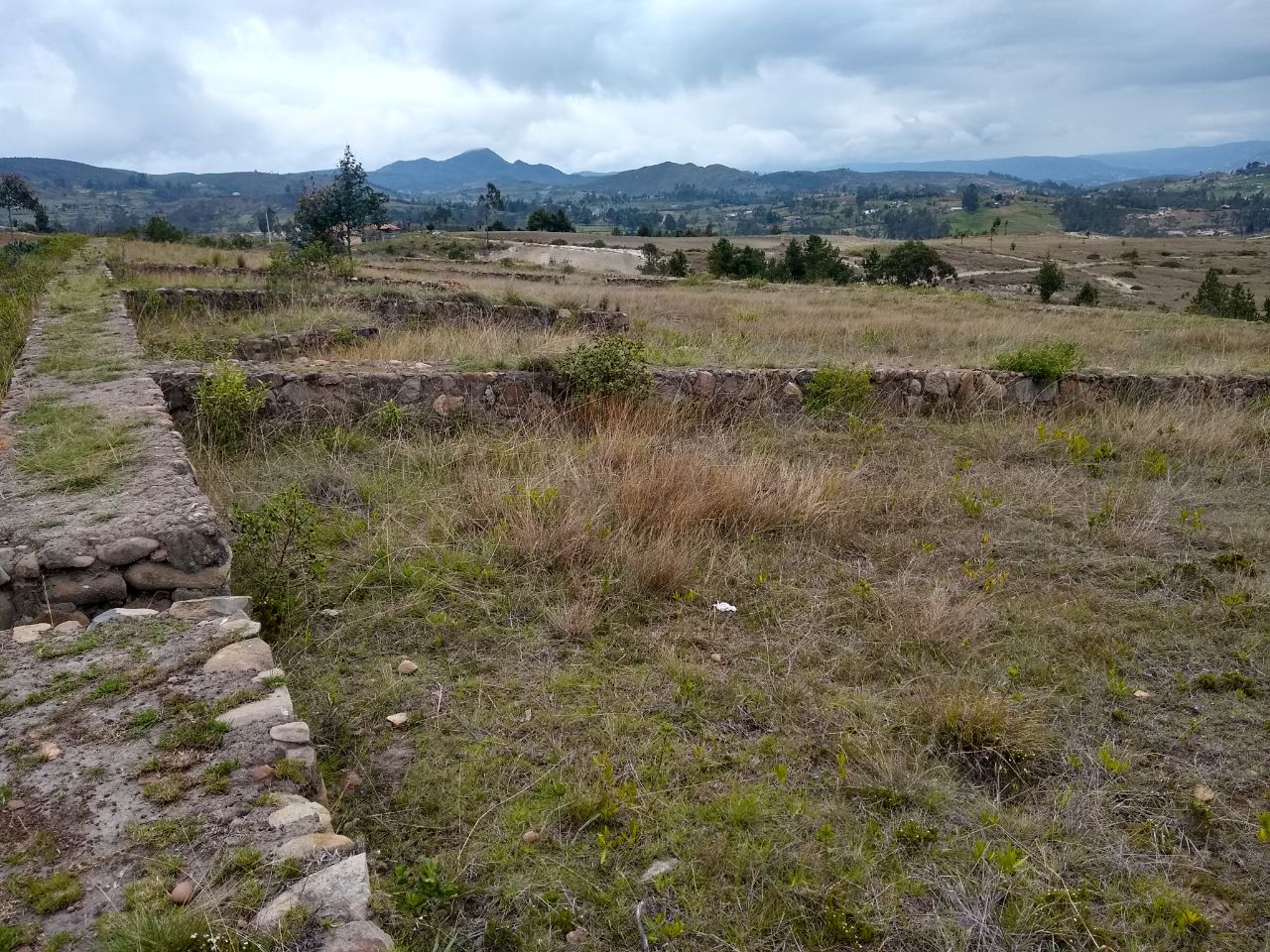
Ruinas de Dumapara en Nabón

Este pueblo habitaba desde las cabeceras del nudo del Azuay hasta Saraguro, desde las montañas de Gualaquiza hasta las playas de Naranjal y las costas del canal de Jambelí. Dentro de los territorios de Cañaris, los más importantes fueron Shabalula, actual Sígsig, que incluía territorios como Dumapara, Llaver, Cuyes, Guallabuzho; y Hatun Cañar actual ciudad de Cañar, que incluía centros como Coyoctor, Cojitambo y Shin; otros centros de mayor importancia fueron Cañaribamba, Guapondelig, Molleturo, Peleusi, entre otros. Cabe destacar que los nombres de los asentamientos cañaris hacen referencia a poblaciones o lugares cercanos a las ruinas, ya que dada la falta de recopilación de datos no se saben los nombres originales de la mayoría de los lugares. Estos territorios están repartidos especialmente en las provincias del Azuay y Cañar aunque también hay ruinas en las provincias de El Oro, Chimborazo, Loja y Morona Santiago.Una característica especial de la cultura cañari es la creación de caras talladas en roca y tótems de animales divinos en los sitios importantes y/o sagrados, los ejemplos más conocidos son la "Cara del Viejo" en Ingapirca y las guacamayas de los ríos Culebrillas y Tarqui. 

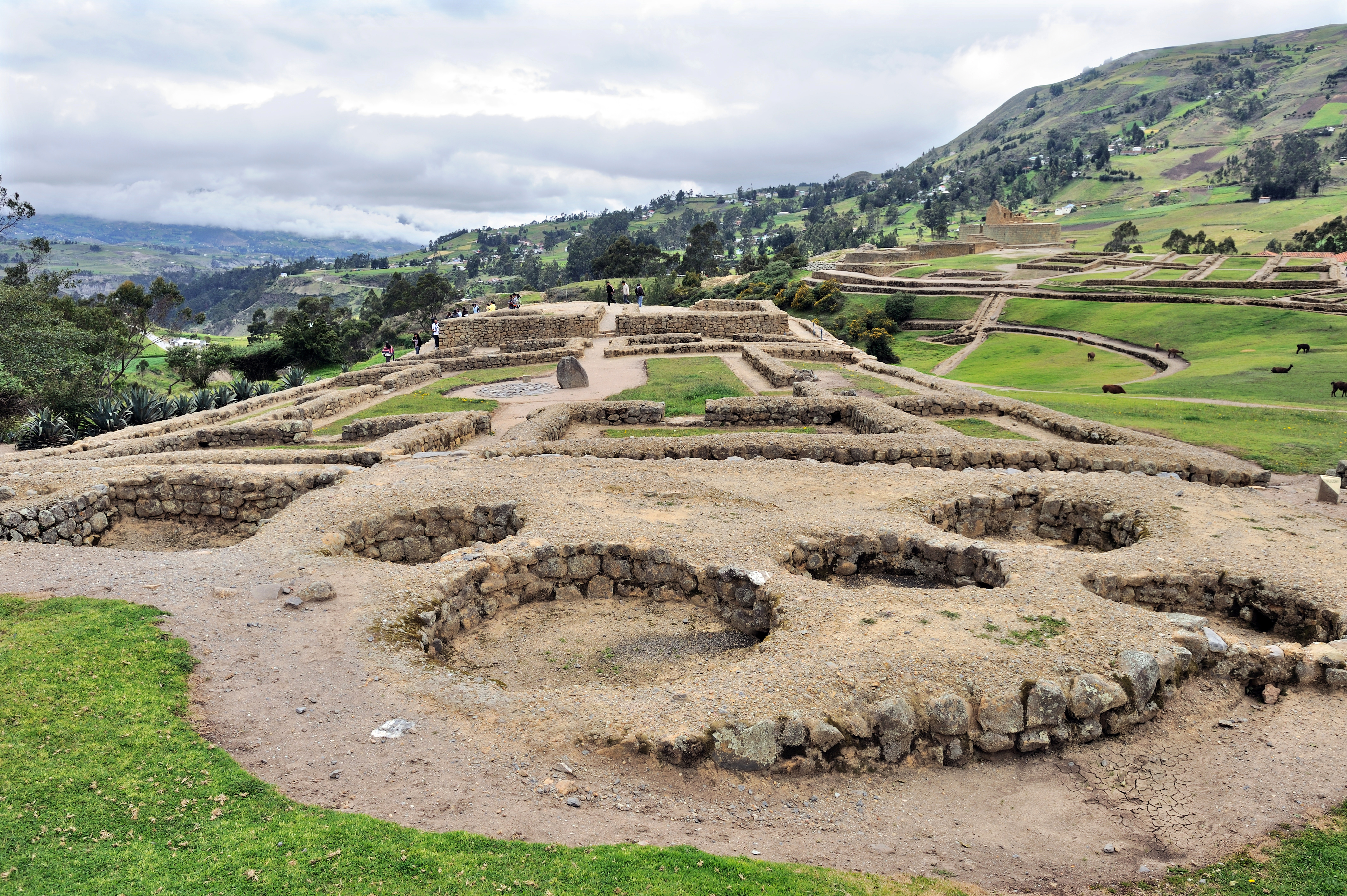
Luego de la conquista incaica, los incas establecieron en la capital cañari, una llajta muy importante. En la vista edificaciones cañaris al fondo el Templo del Sol de la época incaica.

Luego de la conquista inca se crearon cuatro centros administrativos, siendo estos Cañaribamba, Tomebamba (Guapondelig, renombrada y refundada por los Incas), Ingapirca (cerca de Hatun Cañar) y Molleturo.
- Molleturo se convirtió en el centro que administraba y cobraba los impuestos a los pueblos de la costa norte del Imperio Inca.
- Ingapirca se re-fundó sobre un centro cañari y ahí se edificó un palacio para la adoración a Inti (dios Sol), por la magnificencia y suntuosidad del palacio este se oif
- Tomebamba, ciudad que fue fundada sobre un asiento cañari, el nombre de este asiento se cree fue Guapondelig. Bajo la orden de Túpac Yupanqui se construyó el palacio de Pumapungo desde donde se empezó a administrar el sector norte del Imperio Inca, años después Huayna Cápac regresó al norte del imperio para aplacar la rebelión de las naciones norteñas y por ello se instaló en Tomebamba, bajo su dominio en esta ciudad edificó un templo de adoración a Quilla (diosa luna), otro para la adoración a Viracocha, otro para la adoración al Inti/dios Sol (aunque se piensa que este en realidad es Ingapirca), hizo un adoratorio donde colocó una estatua de oro a tamaño real de su madre, amplió y adornó el Palacio de Pumapungo.
- Cañaribamba se habría convertido en un centro importante para posada de aristocracia inca en la provincia, además ayudaba a Tomebamba a administrar y gobernar todo el norte del Imperio.

### Apariencia y vestimenta
El cronista español Pedro Cieza de León nos los describe de esta manera: "Los Cañaris son de buen cuerpo y de buenos rostros. Traen los cabellos muy largos, y con ellos dada una vuelta la cabeza, de tal manera que con ella y con una corona que se ponen redonda de palo, tan delgado como aro de cedazo, se ve claramente ser Cañaris, porque para ser conocidos traen esa señal. Sus mujeres por el consiguiente se precian de traer los cabellos largos y dar otra vuelta con ellos en la cabeza, de tal manera que son conocidas como sus maridos. Andan vestidos de ropa de lana y de algodón, y en los pies traen ojotas, que son, como tengo ya otra vez dicho, a manera de albarcas."
Inca Garcilaso de la Vega hace de ellos esta descripción: "La gran provincia llamada Cañari, cabeza de otras muchas, poblada de mucha gente, crecida, belicosa y valiente. Criaban por divisa los cabellos largos, recogíanlos todos en lo alto de la corona, donde los revolvían y los dejaban hechos un ñudo. En la cabeza traían por tocado, los más notables y curiosos, un aro de cedazo de tres dedos de alto. Por medio del aro echaban unas trenzas de diversas colores; los plebeyos y más aína los no curiosos y flojos, hacían en lugar del aro de cedazo otro semejante de una calabaza; y por esto a toda la nación cañari llaman los demás indios para afrenta Mati-Uma, que quiere decir cabeza de calabaza". Se sabe también que durante las fiestas se adornaban con las plumas de la guacamaya, he aquí cómo nos describe el modo de vestirse los Cañaris para las fiestas de sus huacas o ídolos un escritor muy autorizado, el Padre Arriaga, en su libro sobre la Extirpación de la idolatría en el Perú:

"En estos actos se ponen los mejores vestidos de cumbi que tienen, y en las cabezas unas como medias lunas de plata que llaman Chacra-inca, y otras que se llaman Huama y una patenas redondas que llaman Tincurpa, y camisetas con chaperías de plata y unas huaracas con botones de plata y plumas de diversos colores de guacamayas, y unos alzacuellos de plumas, que en algunas partes llaman Huacras y en otras Tamta, y todos estos ornamentos los guardan para este efecto".
Padre Arriaga

### Posible calendario cañari

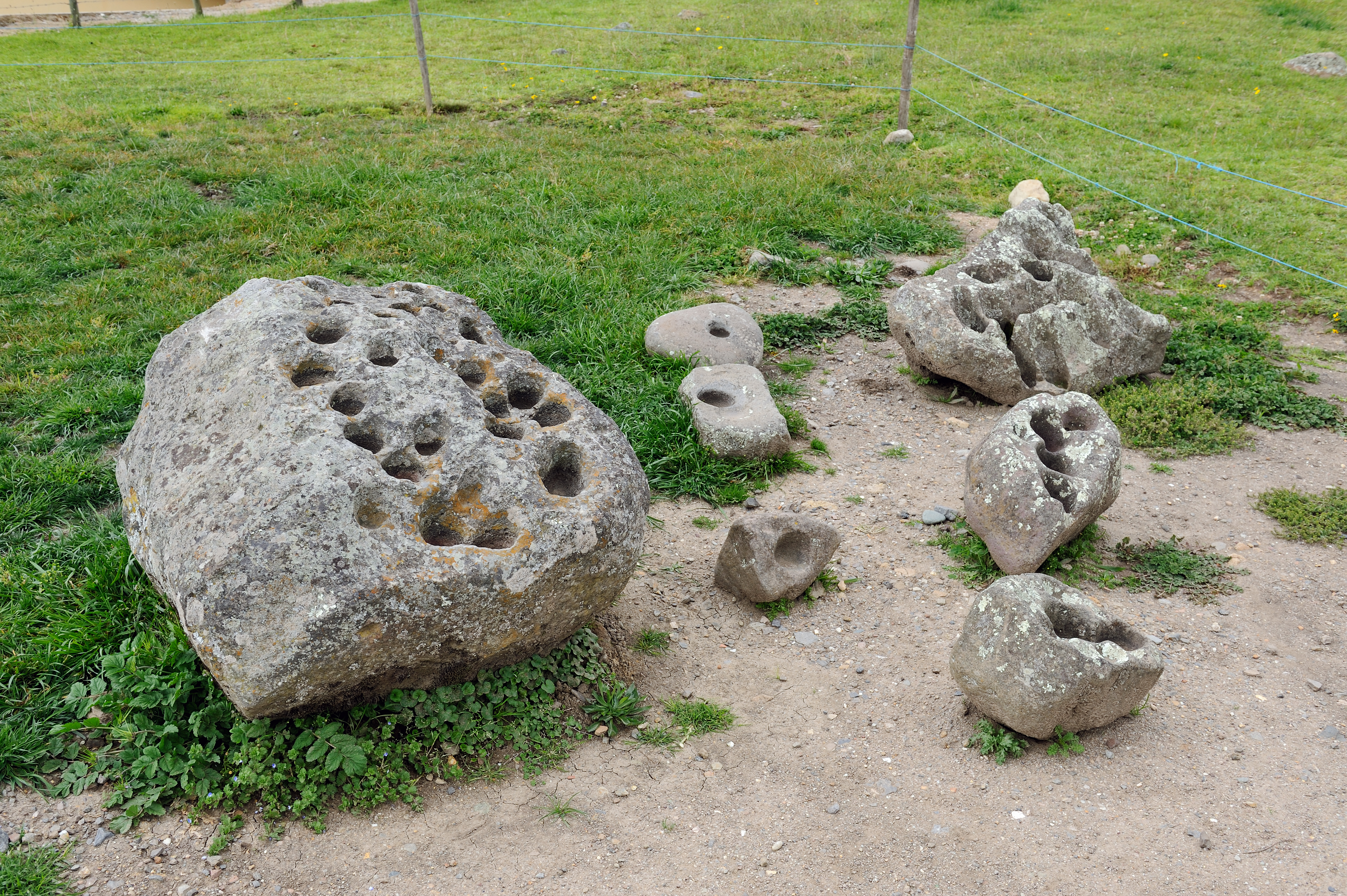
Ingapirca: calendarios de piedra solar (izquierda) y lunar (derecha). Las piedras fueron encontradas a algunos kilómetros de distancia del sitio arqueológico donde actualmente se encuentran depositadas.

Según arqueólogos y expertos, los Cañaris pudieron haber desarrollado una especie de calendario agrícola. Estas afirmaciones se hacen sobre la base de las piedras talladas con agujeros (de origen cañari) que existen en Ingapirca. Según los entendidos en el tema, los Cañaris llenarían de agua los agujeros de las piedras y hacían observaciones nocturnas, así cuando cierto objeto celeste como la Luna, Venus o alguna otra estrella aparecían reflejados en cierto agujero determinaba alguna época del año, ya sea el inicio de las épocas de cosechas o el inicio de alguna fiesta. Según las crónicas sabemos que los Cañaris, pasado un determinado tiempo, hacían sus fiestas, rituales, ceremonias, adoraciones, sacrificios de animales como cuyes o llamas y también de humanos. Se realizaban peregrinaciones, lo que permite deducir que medían el tiempo de alguna forma.

### Formas de entierros
En la manera de sepultarse parece que había alguna diferencia según lo manifiestan las excavaciones hechas en diversos puntos del territorio cañari. En Chordeleg cada sepulcro contenía gran número de cadáveres dispuestos de la manera siguiente. Cada sepulcro estaba dividido en dos departamentos; el uno, que era, sin duda, el principal, consistía en un hoyo circular de bastantes metros de profundidad en el que se enterraban los cadáveres de las mujeres y sirvientes del difunto; el segundo, era una bóveda hecha en el suelo a un lado del hoyo. En esta bóveda se colocan todos los tesoros del difunto, y en medio de ellos su cadáver, él cual unas veces tendido de espaldas, y otras sentado en cuclillas.
En el valle de Yunguilla, antigua población de Cañaribamba, los sepulcros son distintos. Estos son aposentos o celdillas, de forma circular, cavadas en la tierra, con las paredes fabricadas de piedras toscas y un barro muy consistente que hace las veces de mezcla; la profundidad varía, en los más grandes no llega a cuatro metros, y la anchura es en todos de un metro y medio. El cadáver se encuentra siempre en cuclillas, con la cabeza apoyada sobre las rodillas y las manos cruzadas sobre la nuca, y con los cantarillos y otros objetos de barro muy bien acomodados en derredor.Cerca del pueblo de Azogues, en el sitio denominado Huapán, se descubrió un sepulcro, notable por sus inmensas proporciones; parecía que allí se hubiera sepultado todo un ejército; la forma era casi la misma que en los sepulcros de Chordeleg. Tan grande fue el número de cadáveres que se encontraron en ese sepulcro, y tan crecido el número de hachas de cobre que llenaron treinta quintales. Algunas de esas hachas tenían figuras curiosas, grabadas: unas representaban caras humanas; otras, aves, hojas o animales, siendo la guacamaya el objeto más representado.

## Lengua y escritura
Los Cañaris tenían como lengua el cañari, la cual como lengua hablada hoy en día está casi muerta. Durante la conquista inca, los Cañaris aprendieron la lengua quechua (kichwa); mas, como sucede siempre, la lengua del pueblo conquistador se enriqueció con muchas voces tomadas de la lengua del pueblo vencido, así pues los nombres de ciertos objetos o lugares tales como ríos, los montes, etc. hoy mantienen un nombre que en quechua/kichwa carecen de significado. Dentro de este aspecto encontramos nombres en gran cantidad de ríos, montes y poblaciones que no tienen significado alguno en lengua quechua/kichwa.Durante la colonia española se sabe que se mandó a hacer un catecismo en lengua cañari, dada la necesidad de evangelizar a esta población. Sin embargo ninguna copia de dicho documento ha llegado a nuestros días. Con el paso del tiempo la evangelización en el idioma de cada uno de los pueblos resultó muy difícil, por lo que se decretó que los naturales aprendiesen el quechua (o kichwa), cayendo en desuso el cañari. La falta de documentación hace que se conozca muy poco acerca de esta lengua.

### Acento

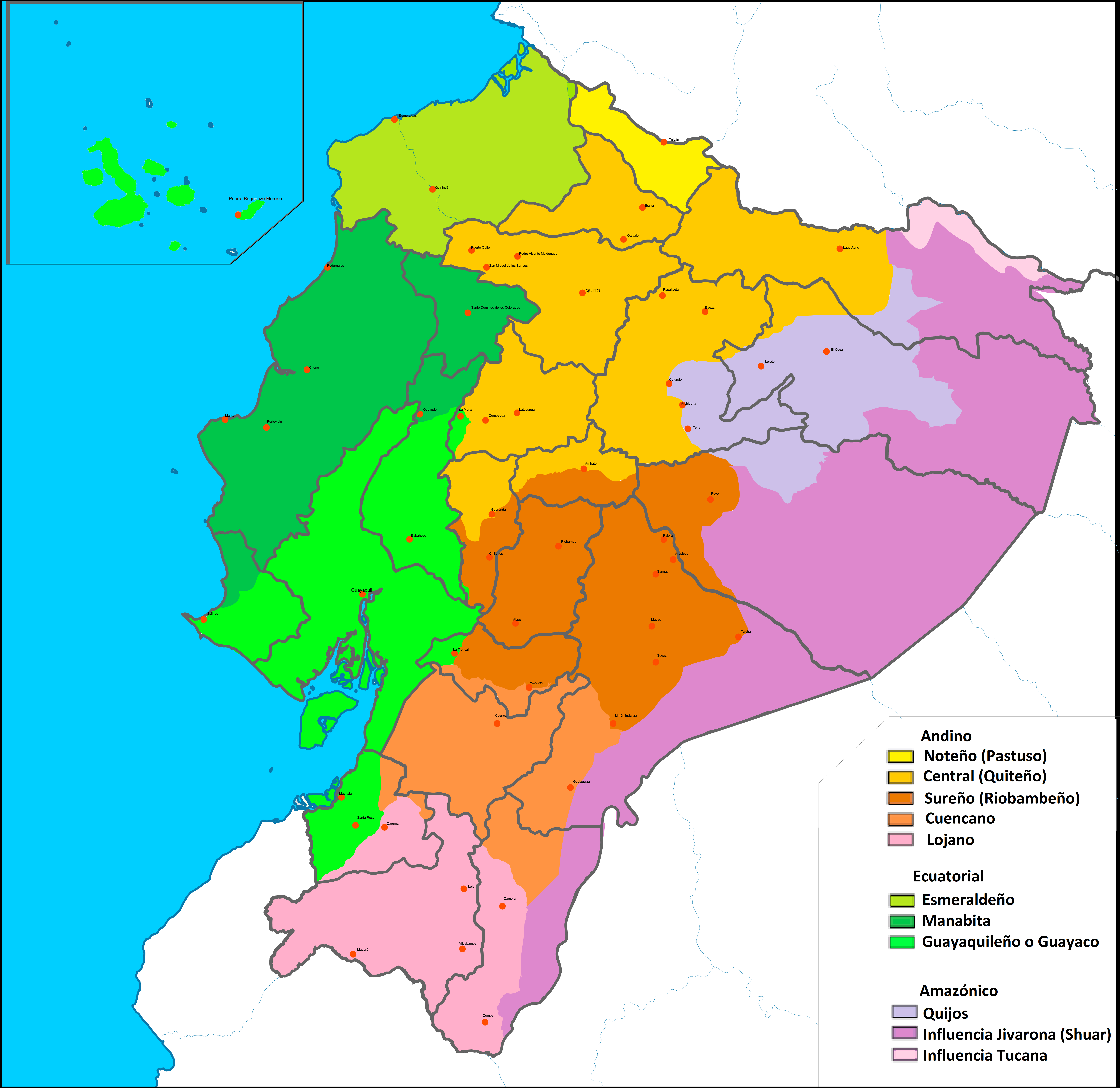
Mapa de los principales dialectos del castellano, el acento es representado en la leyenda como "cuencano".

El acento cuencano, se teoriza que es la reliquia del idioma original cañari. Su distribución se mantiene en la huella de los asentamientos cañaris, siendo más prevelante en las poblaciones rurales donde la pronunciación es más fuerte. El contraste de pensar que el acento viene del dialecto Quechua es que su extensión no pasa de las provincias del Cañar y Azuay, mientras el kichwa está presente fuera de estas. El acento cuencano también tiene su presencia en el noroeste de Argentina, y se teoriza que podría tener su origen de los mitimaes traídos por los incas en las guerras de expansión. También se escucha el 'cantadito' en lugares de Bolivia.

### Posible escritura cañari
En los sepulcros de Chordeleg se encontraron ciertos cetros de madera labrados y cubiertos de una especie de jeroglíficos curiosos; estos cetros estaban cubiertos con placas de oro o plata dependiendo del caso, en estos se veían reproducidos en relieve todas las figuras grabadas en la chonta, madera de que eran todos los bastones. No se encontraron en todos los sepulcros, sino solamente en aquellos en los que había mayores riquezas; la disposición con que estaban colocados estos bastones en los sepulcros es también muy digna de notarse, porque no se hallaban dispersos ni colocados al acaso, sino con cierto arte y método específico, distribuidos en grupos o hacecillos, y cada grupo ligado por una cinta de oro, y un grupo separado de otro. Como no se han encontrado hasta ahora, en ningún sepulcro cañari (de los descubiertos que se conoce) quipus, se cree que tal vez, aquellos bastones serían una manera que tenían los Cañaris para conservar la memoria de sus hazañas o de sus hechos de armas y otras tradiciones estimadas entre ellos.
Esta teoría se puede ver respaldada por lo referido por Cabello Balboa en uno de sus libros: "Cuando Huayna Cápac se sintió próximo a la muerte, hizo su testamento, según costumbre. Se escogió un bastón largo, o especie de cayado, en el cual se trazaron rayas de diversos colores, por cuyo medio debía tenerse conocimiento de su última voluntad, y, hecho esto, se lo confió a la custodia de un quipocamayoc". El hecho de que el Inca estando en territorio cañari, pidiese un cetro y no un quipu para hacer su "testamento" nos puede dar indicio de que este era un tipo de escritura cañari, el cual pudo ser muy bien conocido por Huayna Cápac ya que este vivió en Tomebamba durante 38 años. Según González Suárez:

"No es posible dudar que éstos conocieron la escritura o el uso de los jeroglíficos, pues, además de algunos objetos que se encuentran con figuras y caracteres simbólicos, uno de los sepulcros descubiertos en Chordeleg tenía en las paredes rasgos y signos que manifestaban que allí había, no un mero capricho, sino una verdadera expresión del pensamiento. Hasta la forma de ese sepulcro tenía mucho de particular, pues era una grande bóveda o salón cavado en la peña; al frente de la entrada estaba, en una como silla sin espaldar, sentado el esqueleto de un indígena, coronado con una diadema de oro, y las paredes, de ambos lados del cadáver, con signos y figuras."
Federico González Suárez

## Mitología y religión

### Dioses principales

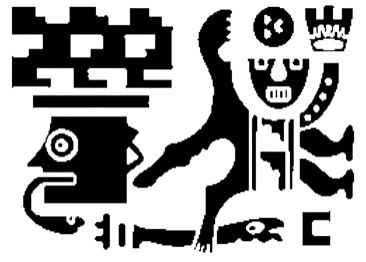
Resumen simbólico de la mitología cañari donde se encuentra la serpiente, una parte de la guacamaya, la luna a la que adoraban y un cañari

Sus deidades principales eran Kan y Ara, que en cañari singifica serpiente y guacamaya. Si bien existían dos mitos del origen cañari, lo cierto es que los Cañaris reconocían a ambos como reales, por tanto adoraban a la Guacamaya y a la Serpiente en paralelo.Ellos representaron a sus dos divinidades en un sinnúmero de objetos, lugares e ídolos. En una tumba cañari localizada en la población de Huapán (Provincia del Cañar) se encontraron una gran cantidad de hachas de cobre, la mayoría de estas tenía representada la guacamaya.  En las ruinas de Chobshi (Sigsig, Provincia del Azuay) existía una serpiente de piedra de 30m de largo que había sido tallada por los Cañaris, de esta serpiente existen pocos vestigios ya que fue utilizada como cantera por los pobladores. En esta mismas ruinas en la tumba de un cacique cañari se descubrieron distintos adornos de oro. Entre esos estaban orejeras y una pechera en los cuales estaban talladas ambas divinidades (Guacamaya y la Serpiente). Otro símbolo de adoración a estos dos animales los encontramos en los ríos Culebrillas y Tarqui, en estos los Cañaris desviaron los cauces para darles formas de serpiente y de guacamayas (solo la cabeza). Las guacamayas o papagayos de que se habla aquí son las aves conocidas con los nombres de Aras o Macrocércidos en las clasificaciones zoológicas.
Aparte de estas dos divinidades esta cultura tenía un culto especial a la Luna, así pues por ejemplo la laguna de Dumapara tiene la forma de una media luna, además se cree que sobre la base de la observación lunar hicieron una especie de calendario agrícola. Y si bien los Cañaris no tenían un culto por el Sol (antes de los Incas) ellos sí lo tenían presente dentro de su cosmología.

### Lugares sagrados
Aparte de sus dioses los Cañaris tenían algunos cerros y lagunas que consideraban sagrados. Dentro de los cerros de importante adoración estaban el Huacayñán, el Fasayñán y el Tablón; dentro de las principales lagunas de adoración están las de Shabalula, Culebrillas y Dumapara. También los Cañaris creían que antes de ellos existió una raza de gigantes que fueron transformados en piedra, por ello cuando encontraban una formación natural que se asemejaba a una cara humana la esculpían, hacían esto para ganar favor mágico por parte de ese ser, así pues encontramos caras talladas en Ingapirca, Yungüilla y Milchichig entre otros. De esta cultura se sabe que eran bastante supersticiosos y creían en la magia.

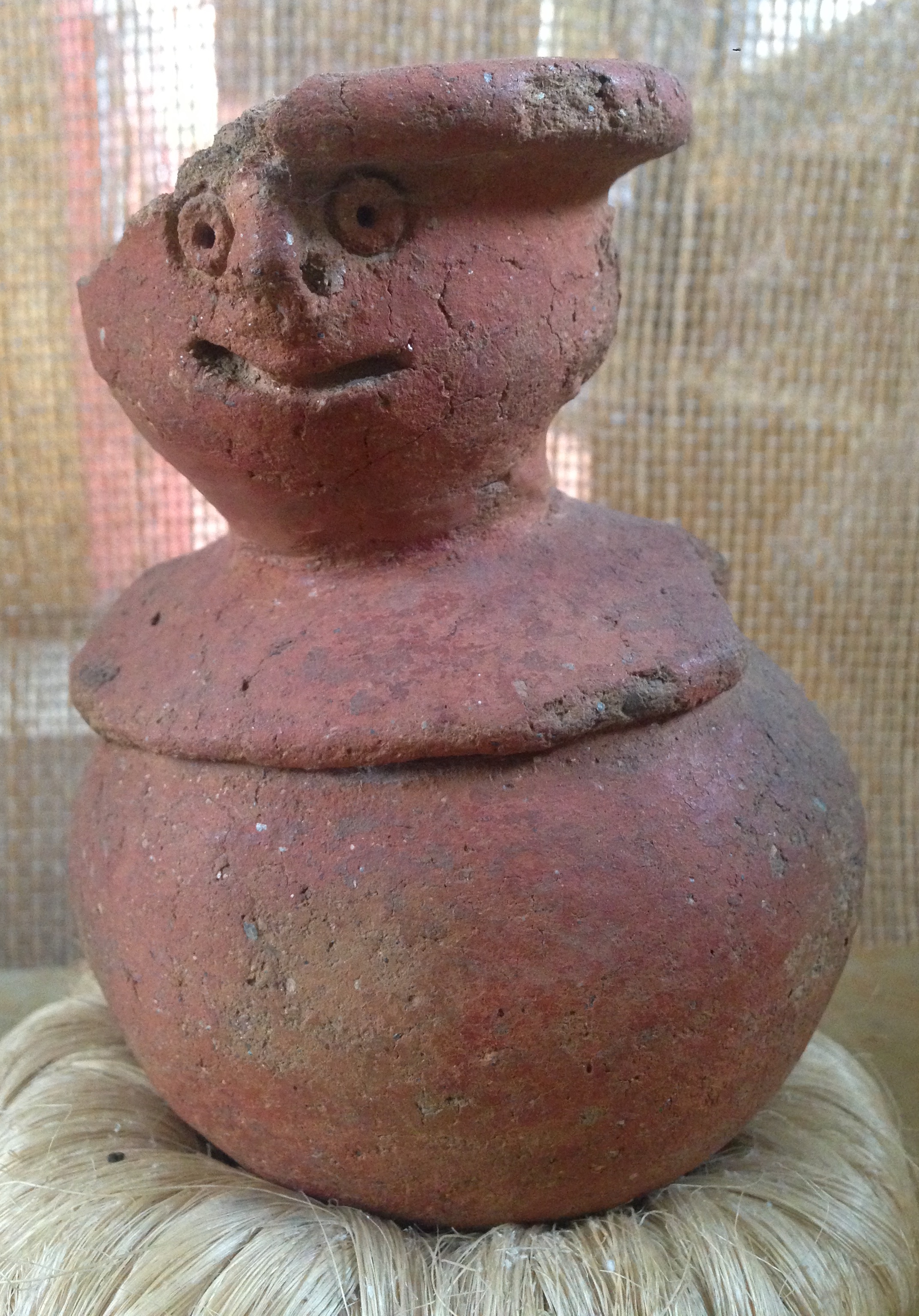
Cerámica fase tacalshapa
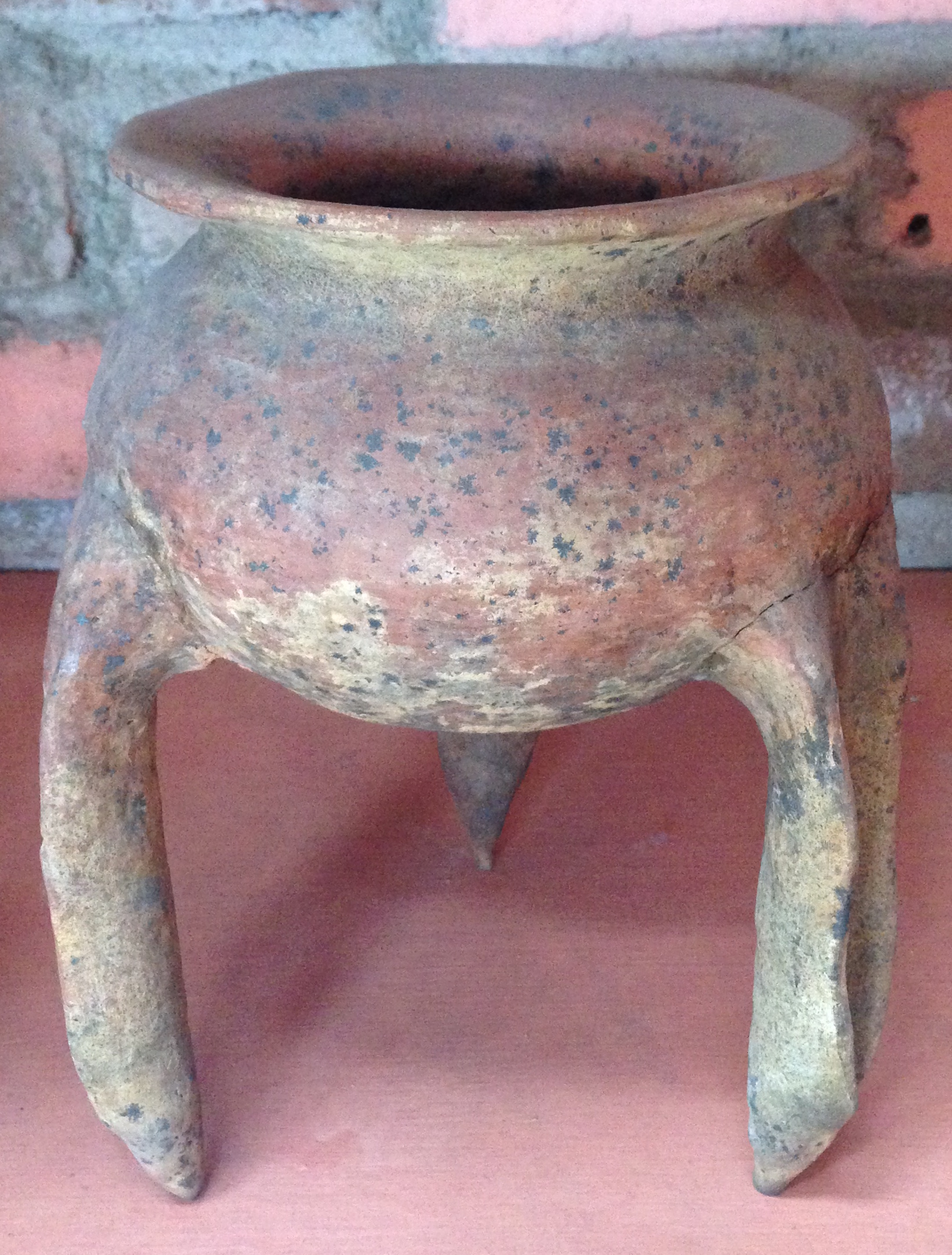
Cerámica fase Cahsaloma
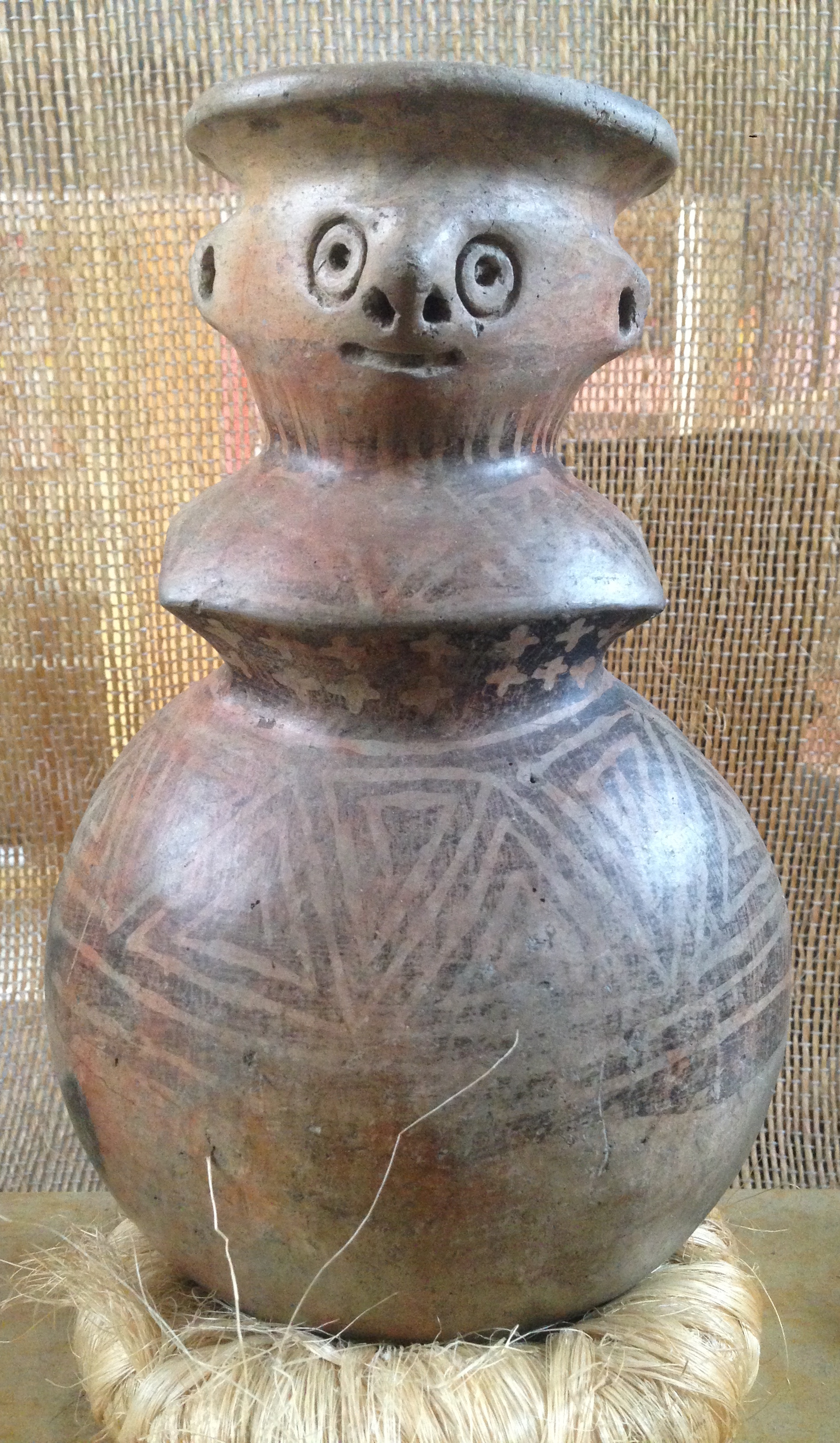
Cerámica antropomorfa fase Tacalshapa
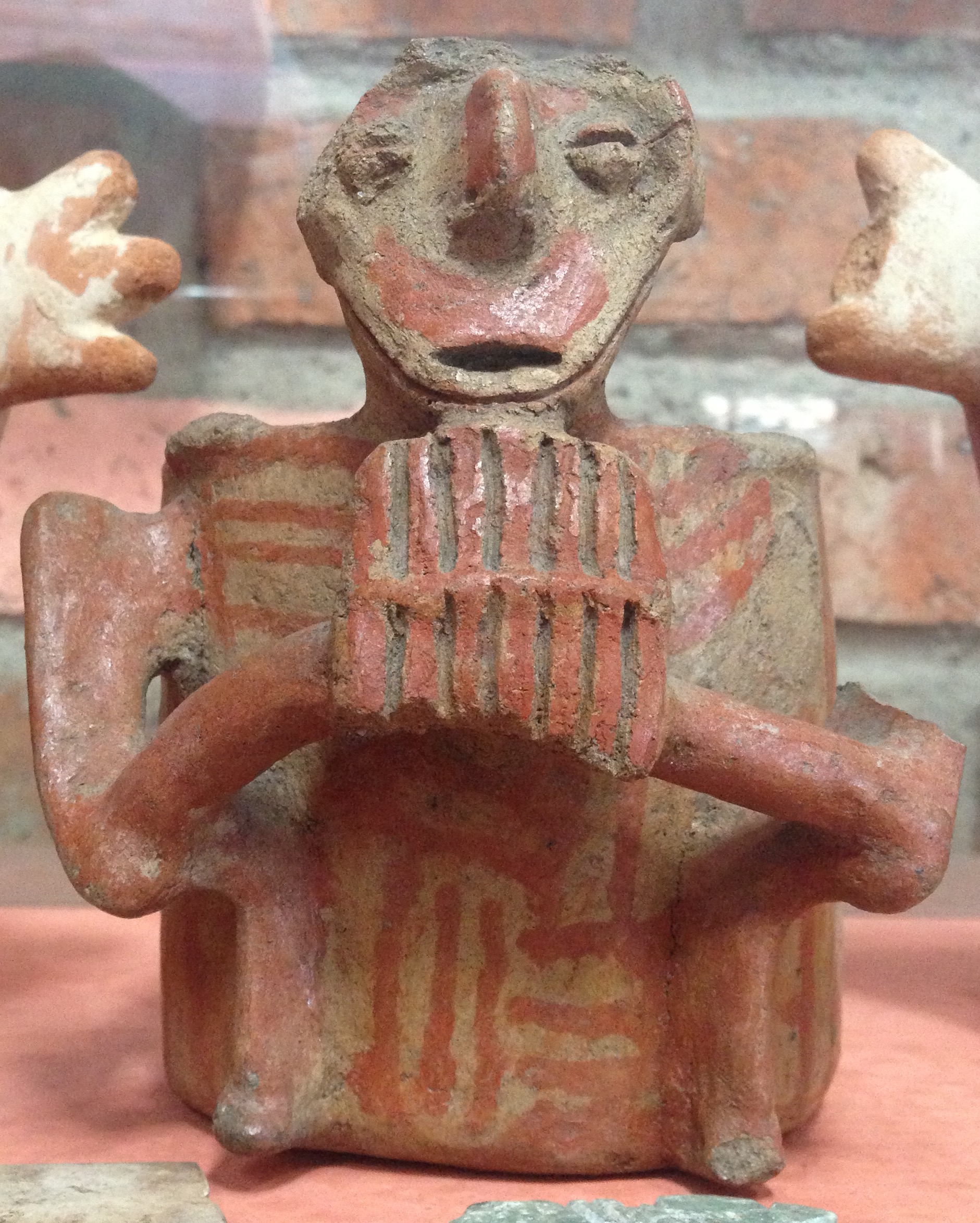
Cerámica antropomorfa con un rondador, fase cashaloma
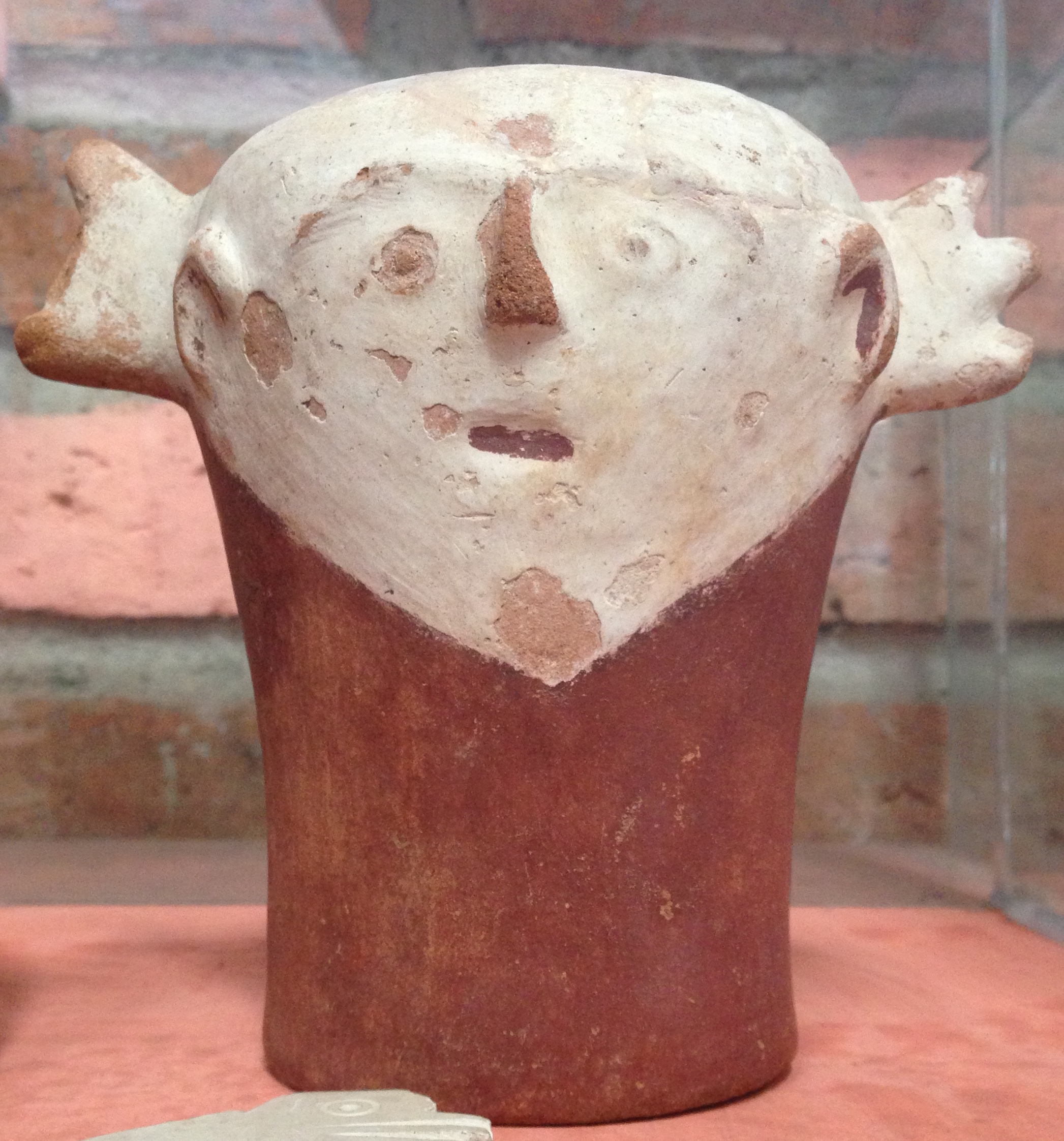
Cerámica cashaloma antropozoomorfa

## Historia

### Origen mítico

#### Origen de la guacamaya

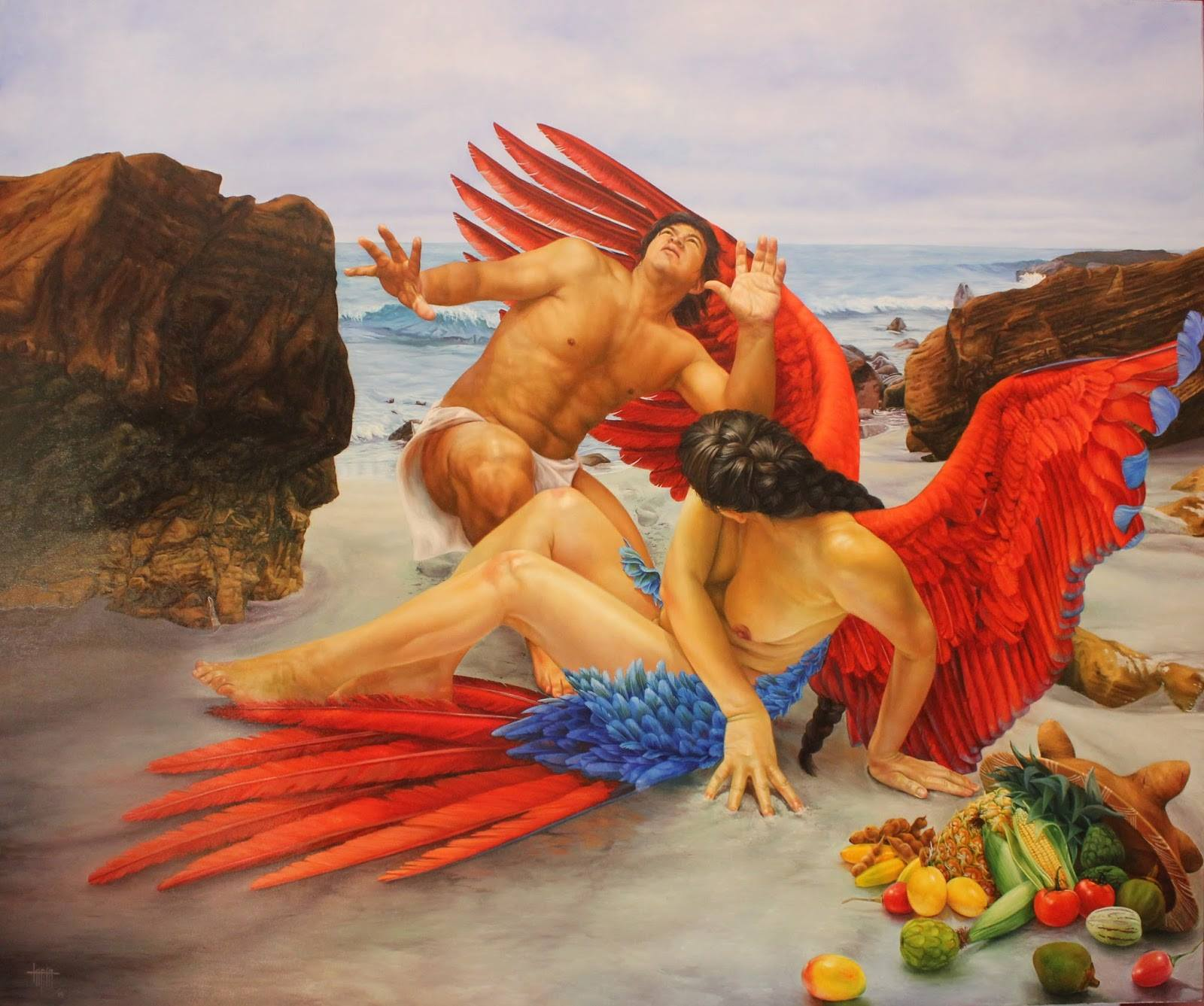
Representación de la mitología cañari

Los Cañaris consideraban el diluvio como el origen de su raza porque decían que era sagrada. Decían que en tiempos muy antiguos que habían perecido todos los hombres en una espantosa inundación, que cubrió toda la tierra. La tierra de Cañaribamba estaba ya poblada, pero todos sus habitantes se ahogaron, logrando salvarse solamente dos hermanos varones en la cumbre de un monte, el cual, por eso, se llamaba Fasayñan o camino de llanto. Conforme crecía la inundación, se levantaba también sobre las aguas este cerro; los antiguos moradores, que, huyendo de la inundación, habían subido a los otros montes, perecieron todos, porque las aguas cubrieron todos los demás montes, dejándolos sumergidos completamente.
Los dos hermanos, únicos supervivientes de la inundación, salieron de la cueva en la que se habían refugiado, para buscar alimento. Para su sorpresa, cuando regresaron, la encontraron llena de manjares y banquetes, sin saber quién los había preparado. Esta escena se repitió por tres días, al cabo de los cuales, deseando descubrir quién era el ser misterioso que les estaba proveyendo de alimento, determinaron los dos que uno saldría en busca de comida, como en los días anteriores, y que el otro se quedaría escondido en la misma cueva. Como lo pactaron, así lo pusieron por obra. Mas he aquí que, estando el mayor en acecho para descubrir el enigma, entran de repente a la cueva dos guacamayas, con cara de mujer; quiere apoderarse de ellas el indígena, y salen huyendo. Esto mismo pasó el primero y el segundo día.
Al tercero, ya no se ocultó, el hermano mayor sino el menor: este logró tomar a la guacamaya menor, se casó con ella y tuvo seis hijos, tres varones y tres mujeres, los cuales fueron los padres y progenitores de la nación de los Cañaris. La leyenda no dice nada respecto de la suerte del hermano mayor, pero refiere varias particularidades relativas a las aves misteriosas: las guacamayas tenían cabello largo y lo llevaban atado, a usanza de las mujeres cañaris: las mismas aves fueron quienes dieron las semillas a los dos hermanos, para que siembren y cultiven la tierra.

#### Origen de la serpiente
Otro mito cañari dice que ellos descienden de una culebra o serpiente. Según los Cañaris la laguna de Ayllón (Zhim Zham) es un mítico sitio, pues según la tradición religiosa, de allí emergió una serpiente, esta serpiente puso dos huevos de los cuales surgieron un hombre y una mujer, de ellos dos desciende toda la raza cañari. Luego la serpiente murió dentro de la propia laguna de la que emergió. Por ello la Laguna de Culebrillas fue lugar sagrado de la Gran Confederación Cañari, en determinadas épocas del año y con ceremonias de gran esplendor, se arrojaban allí piezas de cerámica, oro y plata, así como también la concha Spondylus (considerada sagrada por los pueblos sudamericanos). Los Cañaris llamaban a la laguna "leoquina", que quiere decir "Laguna de Culebra". Esta laguna es parte de un sistema lacustre, que se originó probablemente luego de que enormes masas de hielo que cubrían la zona (en la época glaciar) se derritieran. Este fenómeno no solo trajo a la zona sistemas lacustres como Culebrillas, sino que causó la formación de bosques andinos, que rodean sus ríos y lagunas. En 1978 se descubren en esta laguna vestigios de un graderío de origen cañari que parte desde la tierra y se hunde en las aguas de la laguna, el 25 de enero de 1987 fue encontrado un andén de piedra labrada de 4m de largo por 0,80m de ancho. En este mismo lugar se descubrieron las ruinas de una construcción de piedra labrada de 11m de largo por 7m de ancho, siendo estos los cimientos de un adoratorio cañari. También cerca existe una cantera incaica llamada "Labrascarumi" y tambo real finamente construido por los Incas.

### Etapa Hatun Cañar - Shabalula
- Shabalula parece haber sido el poblado más fuerte de todos, esto se evidencia en la gran cantidad de huacas con oro que se han encontrado en este lugar, así como también la enorme cantidad de edificaciones cañaris, que van desde muros de contención, adoratorios, fortalezas, templos y cerca de cien casas hechas en piedra. Además la hegemonía de la dinastía Duma, gobernantes de Chobshi/Shabalula, denota una marcada hegemonía de esta zona.
- Hatun Cañar, al ser la segunda capital, habría tenido una función más fiscalizadora y administrativa, concentrándose también en los rituales y centros ceremoniales, tales como Culebrillas.

### Conquista incaica

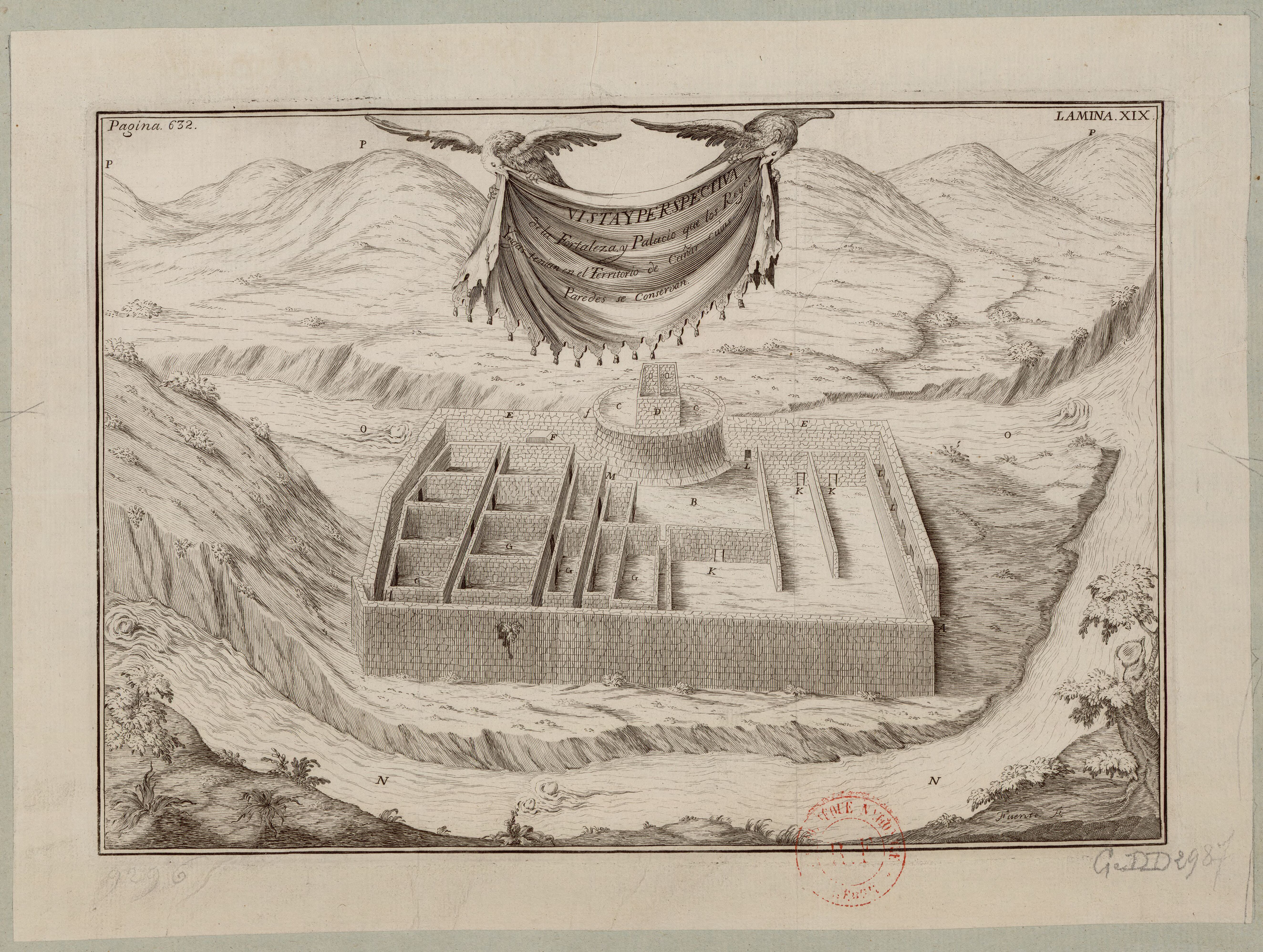
Vista y perspectiva de la Fortaleza y Palacio que los Reyes Ingas tenían en el Territorio de Canar

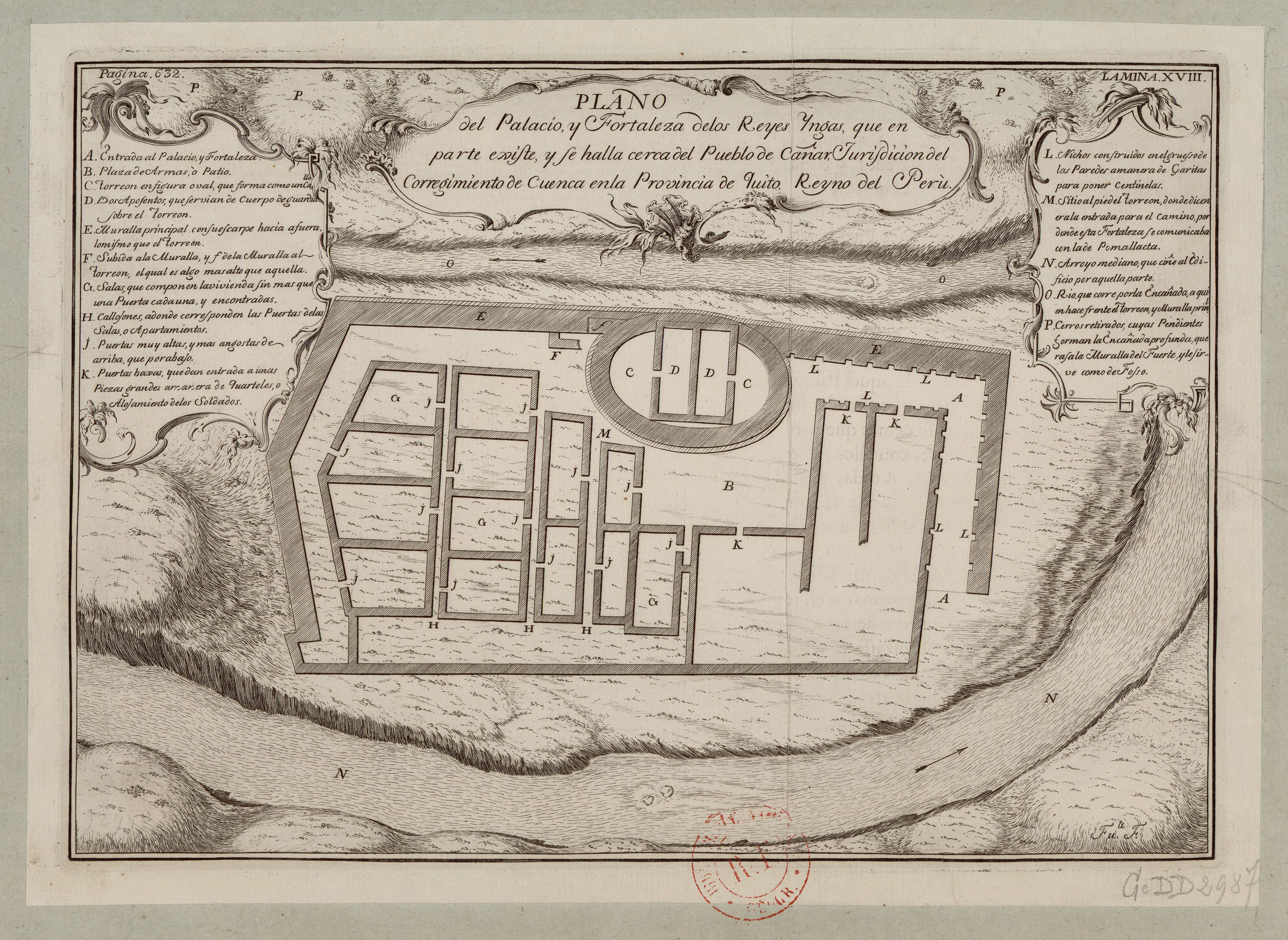
Plano del palacio y fortaleza de los Reyes Ingas que en parte existe, y se halla cerca del pueblo de Canar

Los Cañaris eran numerosos, y estaban desde mucho tiempo atrás haciéndose notar en silencio para la defensa de sus tierras y de su independencia: habían celebrado una junta de todos sus régulos y elegido por jefe a Dumma y tenían además a punto un ejército considerable. Túpac Yupanqui reconoció que no debía perder tiempo ni darles a los Cañaris espacio para forticarse más. El combate fue reñido y el Inca retrocedió hasta Saraguro, viendo que no era tan hacedera como se había imaginado. La derrota del Inca les infundió nuevo brío a los Cañaris. Túpac Yupanqui formó la resolución de no regresar al Cuzco sin haber sujetado primero a su obediencia a los Cañaris. Pidió tropas de refuerzo a todo el imperio; y mientras éstas le llegaban, se puso a construir una fortaleza entre los límites de los Paltas y de los Cañaris.

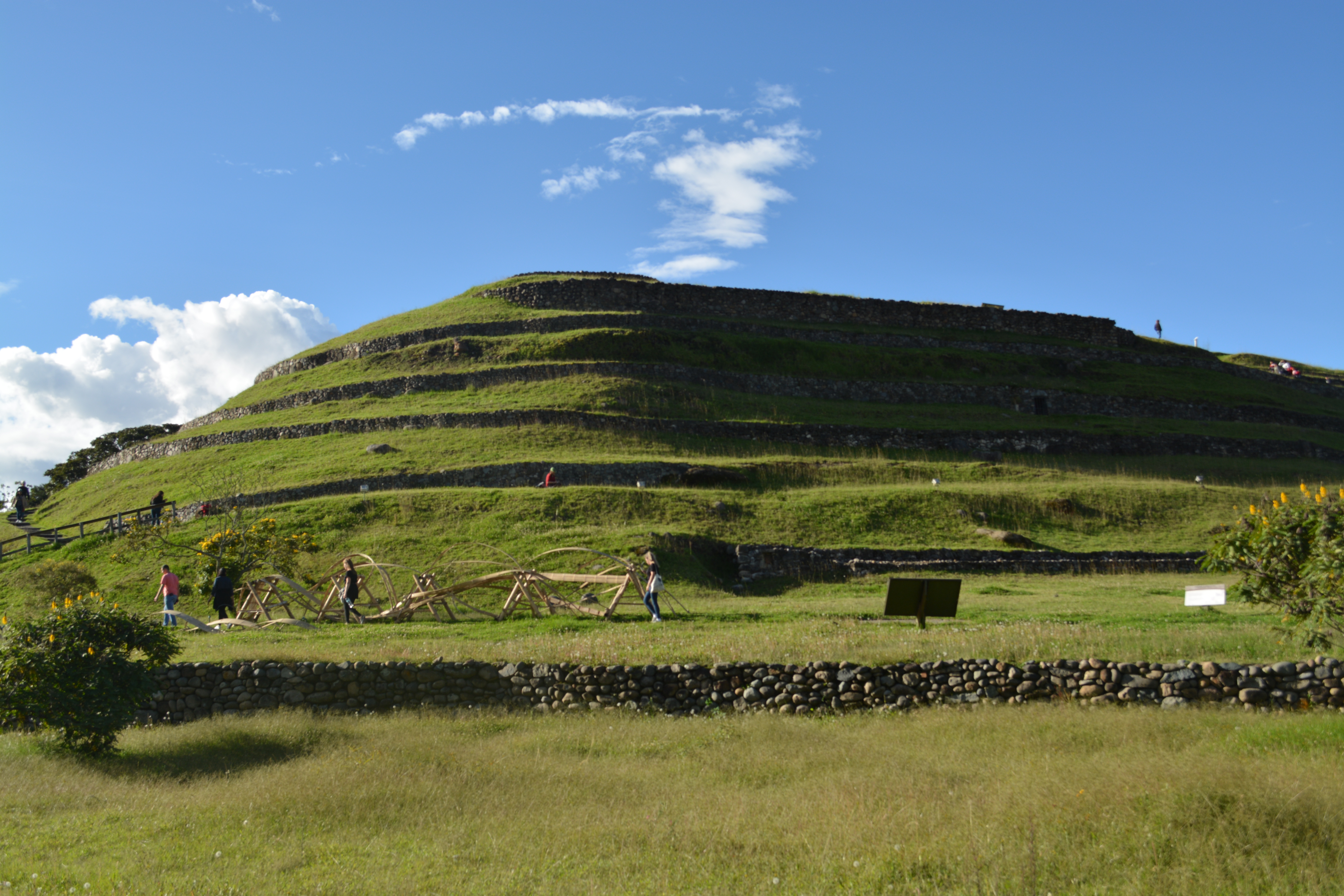
Terrazas de Pumapungo en Tomebamba

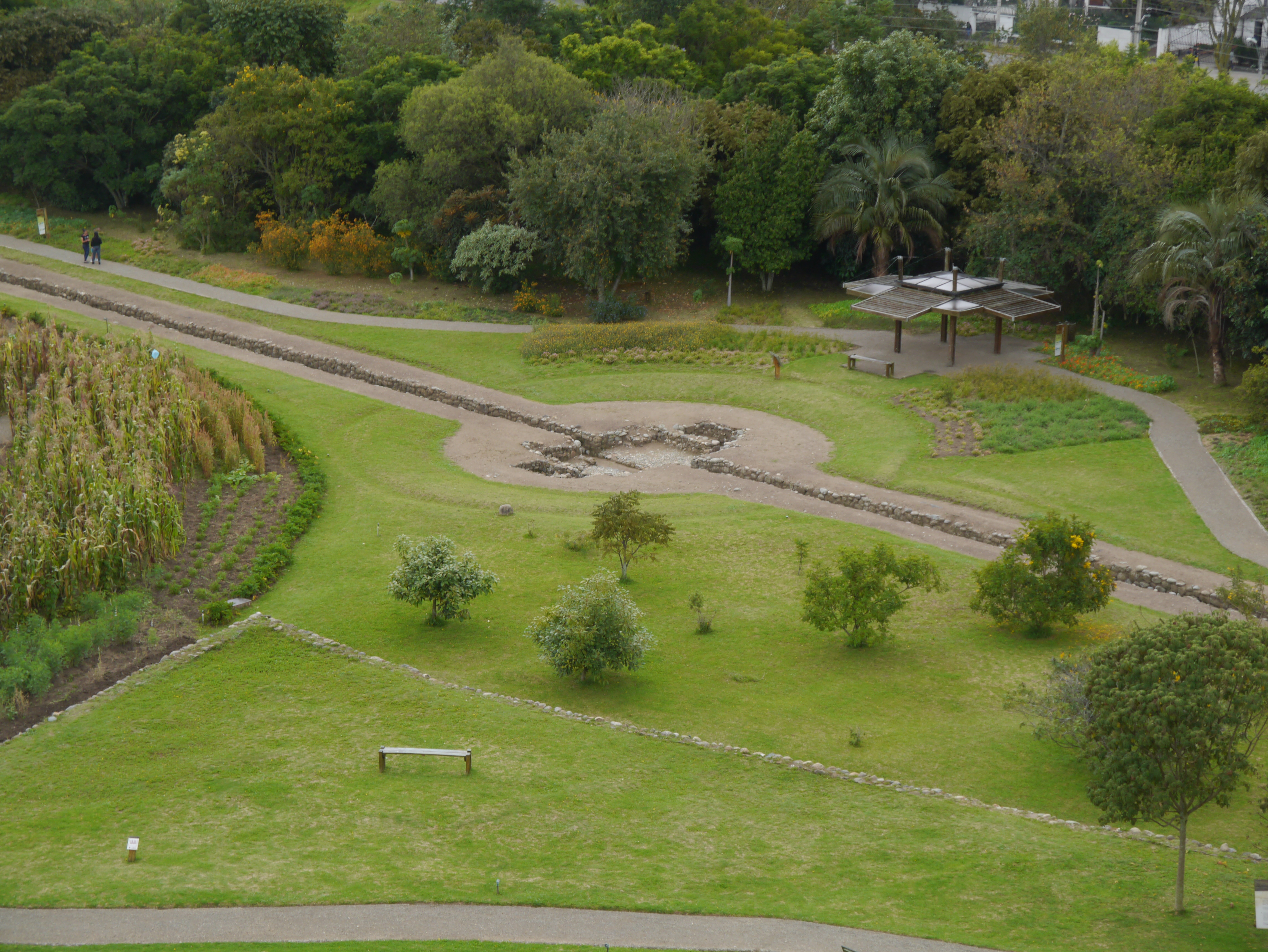
Sistema de riego de Pumapungo

Sabiendo estos los preparativos del Inca y viendo las obras o aprestos de guerra que había comenzado, decayó el ánimo, y el vigor con que resistieron a la primera acometida, se trocó en desaliento. Comenzaron a discurrir sobre las ventajas de la paz y, al fin, concluyeron por enviar emisarios al Inca, encargados de ofrecerle la obediencia y sumisión a su imperio. Los Cañaris tenían fama de hombres doblados y muy volubles, por lo que el Inca no se fio de ellos al principio, sino que tomó medidas para su seguridad y exigió, como una de ellas, que Dumma y los otros régulos entregaran a sus propios hijos en rehenes, lo que se verificó. Asegurando Túpac Yupanqui con esta medida, se puso en camino para la provincia del Azuay; pero antes de entrar en ella personalmente, hizo que se adelantara el jefe de su mayor confianza, para que le dispusiera alojamiento digno de su persona, y también para que sondeara el ánimo de los Cañaris y descubriera si meditaban alguna traición. Los Cañaris recibieron al enviado del Inca con grandes agasajos, y en muy corto tiempo construyeron un palacio para recibirlo; y cuando este se presentó, al fin, en sus tierras, le salieron al encuentro, dándole públicas y solemnes manifestaciones de acatamiento sincero y de fiesta y regocijo. Túpac Yupanqui se mantuvo largo tiempo en la provincia de Azuay, mandó sacar un número considerable de personas y llevarlos al Cuzco. Para ello hizo tender puentes en los ríos y dispuso la construcción de varios edificios, tanto religiosos como profanos, deseando ganarse el afecto de los Cañaris y tenerlos sujetos, bajo su orden se edificó Pumapungo.

Años después Huayna Cápac regresó al norte del Imperio para aplacar la rebelión de las tribus norteñas y por ello se instaló en Tomebamba. El cacicazgo de Hatun Cañar se renombró como Ingapirca y ahí se edificó un palacio para la adoración a Inti (dios Sol), por la magnificencia y suntuosidad del palacio este se transformó en el más famoso del norte del Imperio. Siguiendo la tradición cañari, Huayna Cápac dio fama e importancia a la laguna de Culebrillas, transformando a este adoratorio cañari en un adoratorio de gran importancia en el norte del Imperio, haciendo que su fama se llegue a comparar con el Pachacámac de Lima; aquí adornó las construcciones cañaris y edificó un suntuoso tambo para el uso del Inca. 

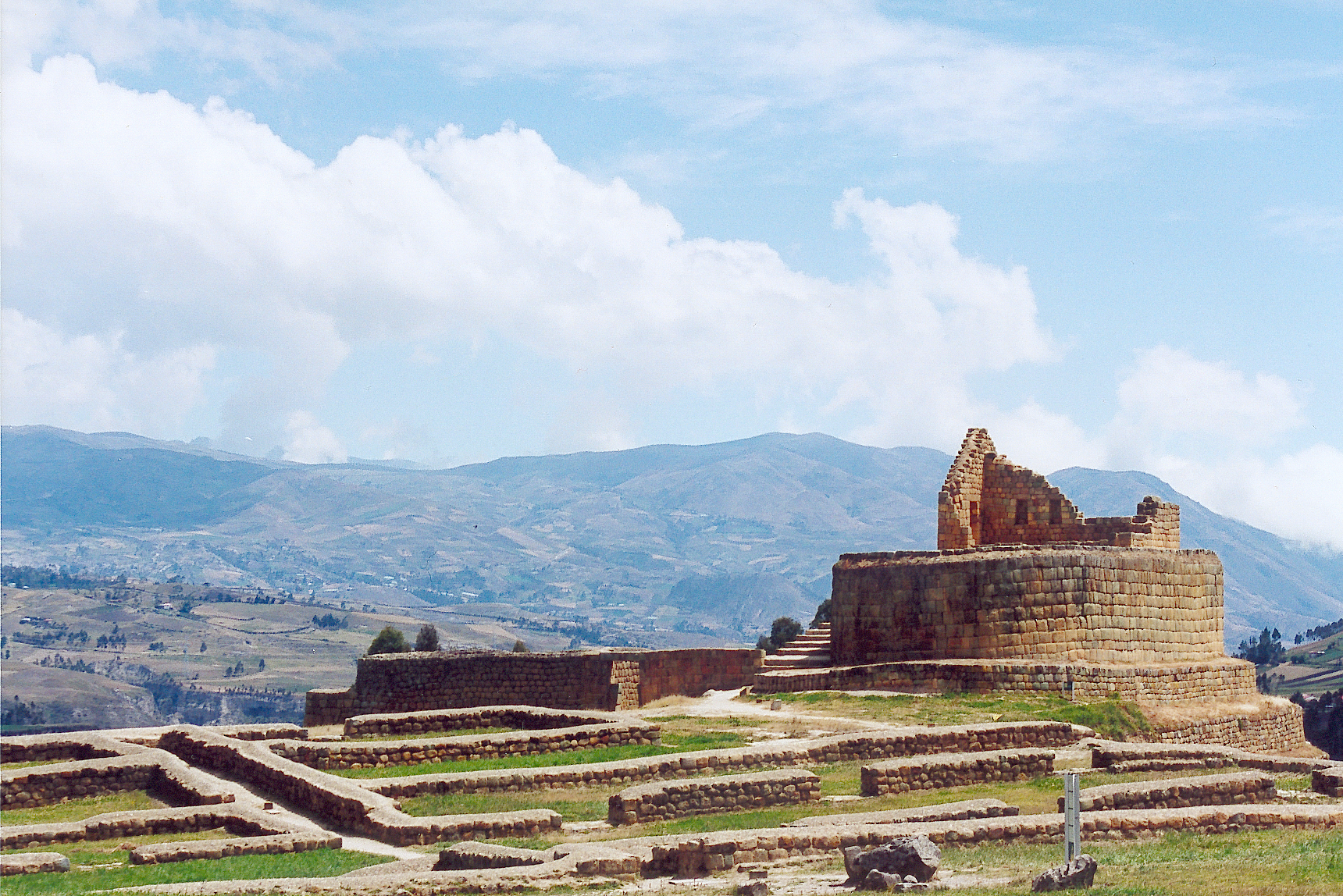
Ingapirca

La ciudad de Tomebamba tenía el objetivo de administrar todo el norte del imperio y ser el hogar del Inca, bajo su dominio en esta ciudad edificó un templo de adoración a Quilla (diosa luna), otro para la adoración del dios Viracocha, otro para la adoración al Inti/dios Sol (aunque se piensa que este en realidad es Ingapirca). Al palacio de Pumapungo lo amplió y adornó, lo más significativo de esta ampliación fue un adoratorio que hizo, en este colocó una estatua de oro a tamaño real de su difunta madre Mama Ocllo. También bajo su dominio construyó tambos y edificios para la élite inca por todo el territorio cañari, incluyendo al templo del dios Sol en Cañaribamba (hoy conocido como Yungüilla), varios palacios públicos en Yacuviñay y baños rituales y de descanso en Coyoctor, entre otros. Huayna Cápac transformó todo el territorio cañari, en la capital norteña del Imperio, la cual gracias a sus suntuosos palacios empezó a competir con la ciudad del Cuzco.

### Huáscar y Atahualpa
Durante la guerra civil entre Huáscar y Atahualpa, los Cañaris tomaron partido por Huáscar. Tras conseguir el apoyo de la confederación norteña (Caranquis-Quitus-Puruhaes), Atahualpa bajó a Tomebamba para pactar una alianza con los Cañaris. Sin embargo estos ya habían tomado el partido de Huáscar, por lo que acabaron con la guardia de Atahualpa y lo tomaron preso. Atahualpa fue ayudado a escapar por propios del lugar. Probablemente le guardaban afecto por todo el tiempo que vivió su padre en esa ciudad. Retornado a Quito, reunió a sus ejércitos y regresó a la provincia, haciendo una masacre generalizada de todos los Cañaris. Los que sobrevivieron huyeron y se atrincheraron en Yacuviñay (cuando Cieza de León llegó a territorio cañari dijo que las mujeres superaban en 15 a 1 a los hombres). Además de esto, Atahualpa destruyó Tomebamba. Antes de la destrucción, el cacique cañari y el gobernador cuzqueño de la ciudad huyeron con todo el ejército hasta Cajamarca, en donde esperaron refuerzos. Recibiendo el apoyo del general huascarista Atoc, regresaron al norte y lograron expulsar a Atahualpa de Tomebamba. Sin embargo, Atoc murió en la batalla. Después partieron al norte en busca del ejército de Atahualpa, que se había retirado, y volvieron a enfrentarse. Esta vez Atahualpa, recibiendo el apoyo de sus generales Chalcuchímac y Quizquiz, derrotó al ejército cañari-huascarista y mataron al cacique cañari Urco Colla. Luego de eso otro cacique cañari tomó el control del ejército y huyeron hacia el Cuzco dejando a Atahualpa libertad para controlar Tomebamba. Durante la batalla final entre las fuerzas de Atahualpa y Huáscar, acaecida en las afueras del Cuzco, los Cañaris pelearon a favor de Huáscar. Una vez derrotado este, salieron del Cuzco y regresaron a su tierra al norte del Imperio. Los cañaris fueron uno de los pueblos más afectados en esta guerra civil, murieron 50 a 60 mil solamente en Tomebamba, la mayoría de sus hombres fueron masacrados en la guerra contra Atahualpa. Ello fue el motivo del por qué apoyaron a los conquistadores españoles.

### Alianza española

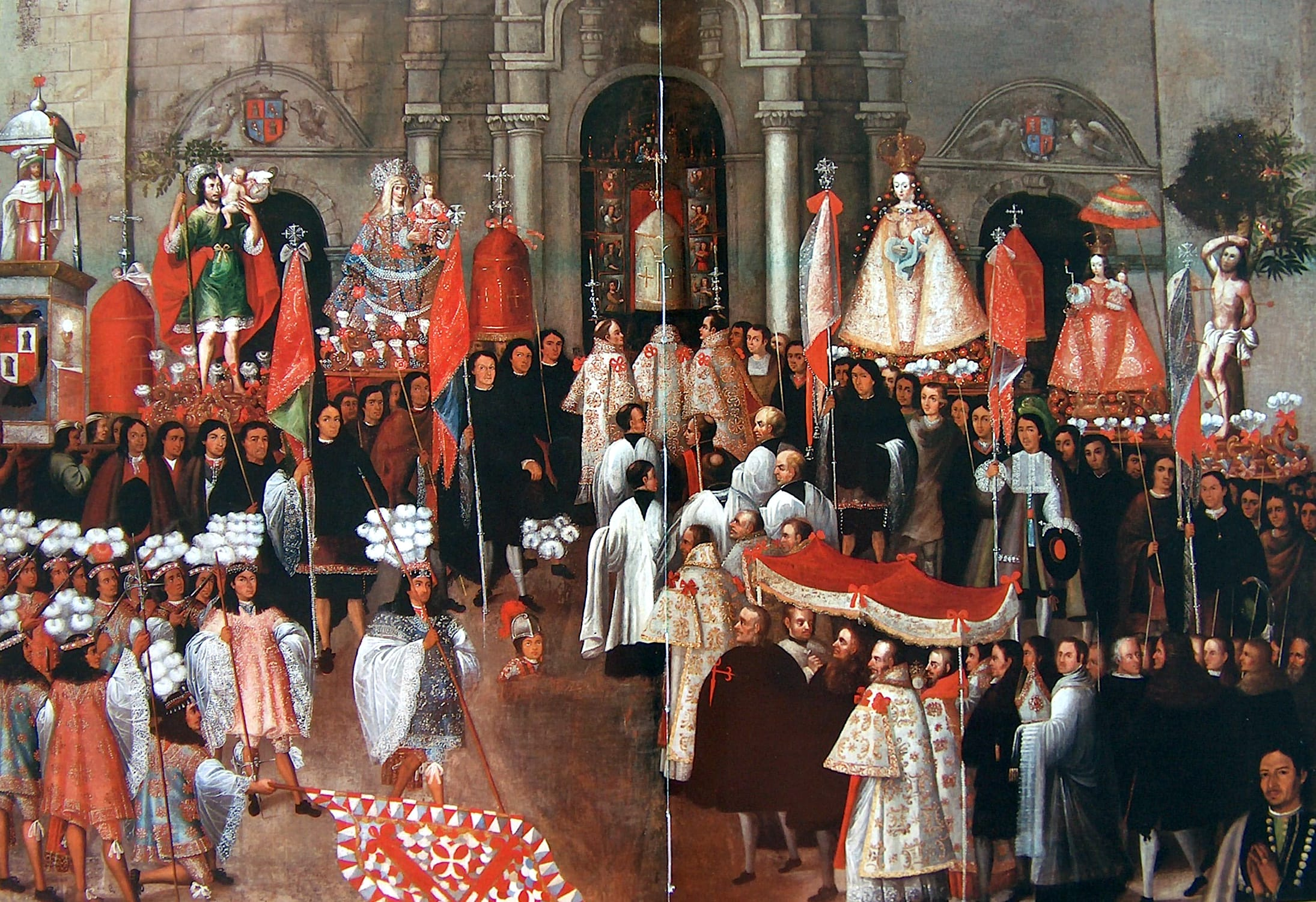
Nobles cañaris en el margen izquierdo durante el Corpus Christi en el Cuzco. En esta época los cañaris servían como Guardia Personal de los españoles. Nótese que tienen una "bandera ajedrezada", con cruz de borgoña en medio, del estilo que usaban los tercios españoles. A los cañaris se les permitía usar armas y banderas como aliados de los españoles

Después de que Francisco Pizarro capturase a Atahualpa en Cajamarca, los Cañaris bajaron a ver al español. Su odio contra Atahualpa era tan fuerte que fueron el primer grupo étnico del Imperio inca en aliarse con los conquistadores. Poco tiempo después de que se unieran los Cañaris, Pizarro recibiría también el apoyo de los Chachapoyas, Huaylas, Huancas, Chankas y del huascarista Manco Inca. Con todos estos partió a la conquista del Cuzco. Según otra versión cuando Francisco Pizarro arribó a Tumbes, tuvo noticias que los Cañaris eran contrarios al gobernante Atahualpa. Los Cañaris esperaban que los españoles los liberaran del poder atahualpista y Pizarro incorporó a los Cañaris como parte de sus tropas para enfrentarse con Atahualpa y la resistencia inca. Es decir, cuando Pizarro llegó a Cajamarca ya contaba con el apoyo de los Cañaris.
Sea como fuere poco tiempo después de la partida de Pizarro, otro grupo de Cañaris bajaron a Tumbes y negociaron con Sebastián de Belalcázar. Le ofrecieron las riquezas y tesoros de Quito si este les ayudaba a librarse del dominio que ejercía Rumiñahui desde dicha ciudad. Así, acompañado por un fuerte ejército cañari, el español Sebastián de Belalcázar partió a la Conquista de Quito, se enfrentó a los ejércitos de Rumiñahui en las faldas del volcán Tungurahua (otros dicen que fue el Cotopaxi), lucharon durante todo el día y al anochecer cesaron el combate y acamparon. Si bien ambos ejércitos habían perdido muchos hombres, Rumiñahui se perfilaba como el claro vencedor. En la madrugada el volcán entró en erupción y tanto Rumiñahui como su ejército lo interpretaron como una señal de derrota, por lo que se retiraron. Regresaron a Quito y destruyeron la ciudad, para que los españoles no consiguieran nada. Al siguiente día los Cañaris y Belalcázar, asombrados de no ver a Rumiñahui, partieron hacia el norte, llegaron a la ciudad de Liribamba, donde descansaron durante dos días, y siguieron su marcha hacía Quito. Al llegar contemplaron la ciudad completamente destruida. Ni siquiera un ínfimo tambo logró escapar a la destrucción de Rumiñahui. Durante la conquista, los Cañaris aceptaron el dominio español y se convirtieron a la religión cristiana, guerreando durante años contra los Incas de Vilcabamba. Finalmente Cañaris y españoles derrotaron a los incas en la batalla de Sacsayhuamán.